# Jägerschnitzel
Jägerschnitzel ist ein Gericht der österreichischen Küche zubereitet aus der Kalbsnuss mit einer Pilzsauce. Es ist eine Ableitung des Naturschnitzels, also ohne Panade. Im deutschsprachigen Raum versteht man darunter auch oft ein paniertes Kalbs- oder Schweineschnitzel mit einer Pilzsauce.
In der DDR bzw. später in den ostdeutschen Bundesländern steht Jägerschnitzel für eine Scheibe aus panierter, gebratener Jagdwurst, die mit Tomatensauce und Nudeln serviert wird.

## Namensherkunft
Die Dominanz der französischen Küche ab dem 17. Jahrhundert sowie die französische Benennung der Speisen hat sich in den Namen internationaler Garnituren niedergeschlagen (franz. chasseur = nach Jägerart; franz.escalope =Schnitzel). Der  berühmte französische Koch Auguste Escoffier zählte um 1900 in seinem Kochkunstführer im Kapitel Kalbsschnitzel unter anderen zum Kalbsschnitzel passenden Saucen und Garnituren auch die Sauce Chasseur (Jägersauce) auf. Vieles wurde inzwischen eingedeutscht, der Einfluss der französischen Küche kann aber rudimentär zum Beispiel noch im Begriff Jägerschnitzel erkannt werden.
Die Bezeichnung Jägerschnitzel der DDR-Variante aus Jagdwurst ist eine von mehreren ironischen Bezeichnungen, die aus DDR-Zeiten überliefert sind, als es potentiell gefährlich war „staatskritische Gedanken“ zu äußern.

## Zubereitungsarten
Die Zubereitung der Kalbsschnitzel erfolgt wie beim Naturschnitzel, das mehliert wird. Für die Sauce werden Zwiebeln im Bratfett angeschwitzt, grobgehackte Pilze mitgeröstet, mit Kalbsbratensaft oder -suppe abgelöscht und gedünstet. Nach manchen Varianten werden für die Sauce auch Tomaten und Knoblauch mitgeröstet. Die Sauce wird über die warmgestellten Naturschnitzel gegossen, und serviert mit Beilagen wie Reis, Risipisi, Erbsen, Blattsalat.

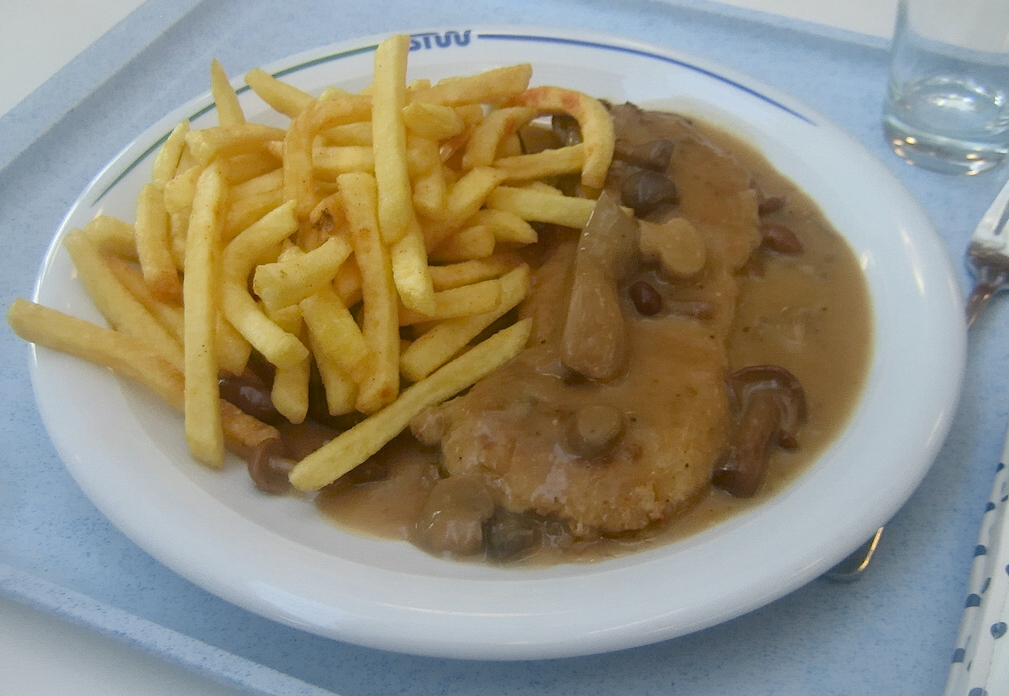
Schnitzel mit Jägersauce und Pommes frites

Als Jägerschnitzel werden in Deutschland häufig auch panierte Schweineschnitzel mit einer dunklen Pilzrahmsauce angeboten. In einer Variante werden kurz angebratene Schweineschnitzel in saurer Sahne mit Röstzwiebeln, Pfifferlingen und Paprika geschmort. Klassische Sättigungsbeilagen sind Pommes frites, Nudeln oder Reis.

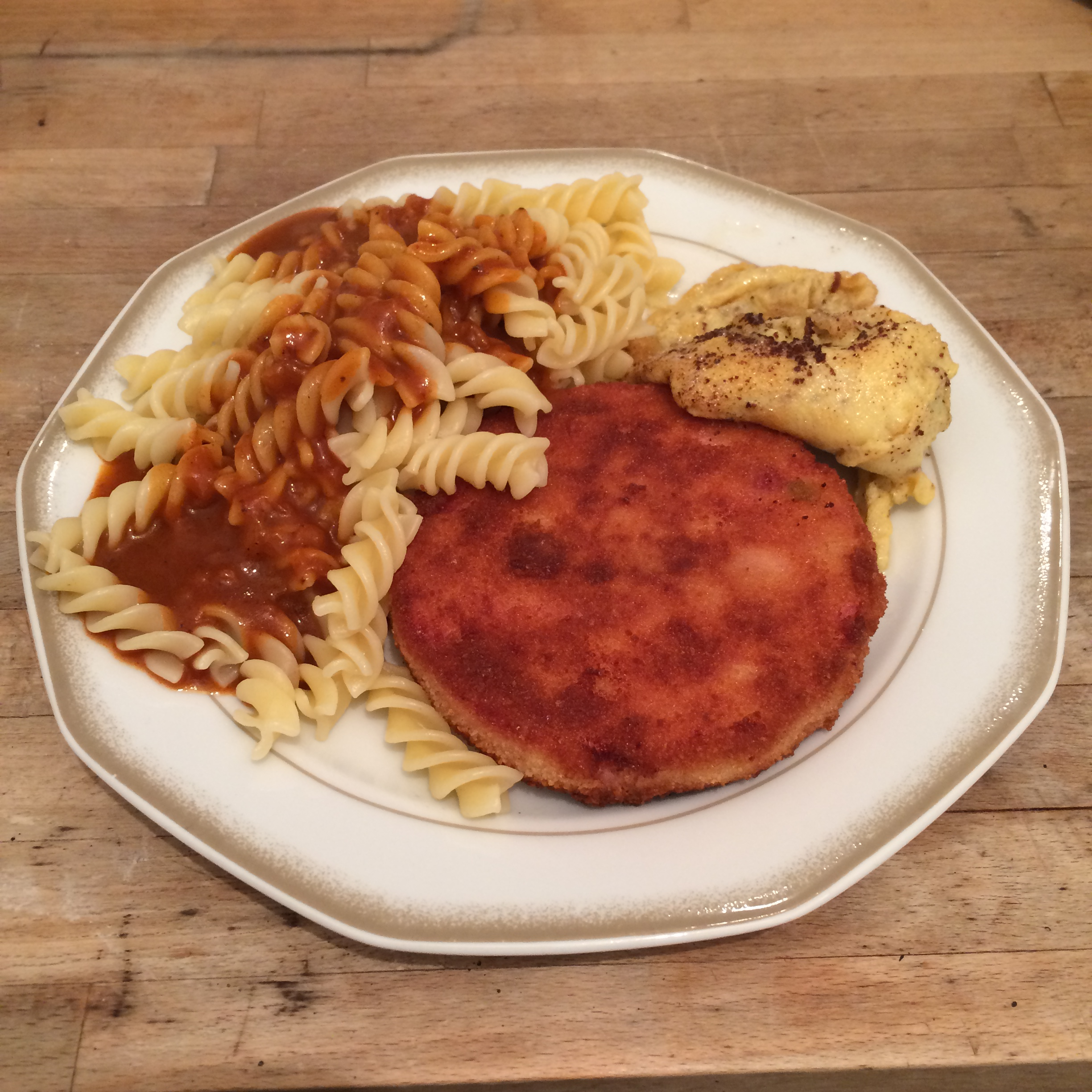
Jägerschnitzel aus Jagdwurst mit Spirelli und Tomatensoße

Zur Zubereitung aus Jagdwurst wird die Jagdwurst in fingerdicke Scheiben geschnitten, mit Semmelbröseln paniert und in Speiseöl oder Butterschmalz knusprig gebraten und mit Tomatensauce angerichtet. Übliche Beilagen sind Nudeln, Kartoffeln, Kartoffelpüree, Pommes frites oder Kartoffelsalat, oder das Jägerschnitzel wird als Imbiss verzehrt. Alternativ wird zur ostdeutschen Variante des Jägerschnitzels als Gemüsebeilage auch Letscho gereicht. In der DDR galt das klassische Gericht als sehr beliebt, insbesondere in Massenverpflegung von Kantinen, Mensen und Schulspeisung.